# مجزرة عائلة سالم (1 نوفمبر 2023)
مجزرة عائلة سالم (1 نوفمبر 2023) هي مجزرةٌ ارتكبها سلاح الجوّ الإسرائيلي حينما أغارَ على منزل يتبع لعائلة سالم. وخلال ساعات الليل ليوم الأربعاء الموافق 1 نوفمبر 2023 قام سلاح الجو بشن سلسلة غارات على مدينة جباليا الذي تقع شمال مدينة غزة، واستهدفت هذه الغارات منزل سكني يعيش به كافة أفراد عائلة سالم. هذه المجزرة من ضمن عدة مجازر وقعت خلال عملية طوفان الأقصى. تسبّبت هذه المجزرة الإسرائيليّة والتي استهدفت منزل يضم عدد من المدنيين إلى استشهاد أكثر من 24 شهيداً من عائلة سالم وجميعهم من عائلة واحدة.

## خلفية الحدث
في ساعاتِ الصباح الأولى من يوم السابع من أكتوبر 2023 أطلقت حركة المقاومة الإسلامية حماس عبر ذراعها العسكري كتائب الشهيد عز الدين القسام عملية طوفان الأقصى وذلك ردًا على الاعتداءات الإسرائيلية وتدنيس الأقصى والاستمرار في الاستيطان، كما أكّد على ذلك محمد الضيف القائد العام للقسّام والذي أعطى إشارة انطلاق العمليّة التي شهدت اقتحامًا من المقاومين لمستوطنات غلاف غزة ونجحوا في قتلِ عدد كبيرٍ من الجنود الإسرائيلين، وأسر عشرات آخرين كما استطاعوا خلال ساعات قطع عشرات الكيلومترات ووصلوا لمستوطنات أبعد من تلك المحيطة والقريبة من قطاع غزة.
استمرَّت الاشتباكات بين الجيش الإسرائيلي وبين المقاومين في عديد من المستوطنات وعلى رأسها مستوطنة سديروت. الرد الإسرائيلي على هذه العمليّة جاء من خلال شنّ سلاح الجو الإسرائيلي عشرات الغارات العشوائيّة على القطاع متسبّبة في مقتل عشرات المدنيين وتدمير البنية التحتية لمدن القطاع، ليصل حد فرض إغلاق شامل وقطع متعمد لكل الخدمات من ماء وكهرباء وغاز، وهو ما هدَّد حياة أكثر من مليونَي فلسطيني يعيشُ داخل القطاع الذي يُعاني أصلًا من تبعات الحصار الخانق عليهم منذ ستة عشر عاماً.
وفي مساء يوم 27 أكتوبر/تشرين الأول، أعلن جيش الاحتلال الإسرائيلي بدء الهجوم بري على قطاع غزة من خلال بدء التوغل في بلدة بيت حانون ومخيم البريج. حدث الهجوم وسط سلسلة من الغارات الجوية الإسرائيلية واسعة النطاق التي أدت إلى قطع الاتصالات المتنقلة والوصول إلى الإنترنت في غزة.

## الضحايا
1. فضة سعيد سالم
2. غالية أحمد سالم
3. زياد حسن سالم
4. سعيد زياد سالم
5. غزل زياد سالم
6. إسلام زياد سالم
7. عامر حسن سالم
8. فداء سالم
9. نداء سالم
10. حسن محمد سالم
11. حسام محمد سالم
12. أيمن محمد سالم
13. كريم محمد سالم
14. يحيي محمد سالم
15. إيمان محمد سالم
16. ضحي محمد سالم
17. سالم رزق سالم
18. سهام محمد سالم
19. دينا سالم سالم
20. سامر سالم سالم
21. منار سالم
22. محمد سامر سامر
23. نوارة سامر سالم
24. تالا سامر سالم